# 長野市茶臼山動物園
長野市茶臼山動物園（ながのしちゃうすやまどうぶつえん）は、長野県長野市篠ノ井の茶臼山山麓にある動物園である。一般社団法人長野市開発公社が指定管理者として運営している。

## 概要
長野市南部篠ノ井の茶臼山公園内にある。1983年、長野市制施行80周年記念事業の一環として開園。コンセプトは「森の中の動物園」。放し飼い方式の動物展示（行動展示）を行う。レッサーパンダの日本最大の繁殖地で、「レッサーパンダの森」は2011年の日本経済新聞の「生態がよくわかる動物園」ランキングで日本3位となった。休日には乗馬体験なども行われる。
茶臼山公園内には本動物園のほか、恐竜園、自然植物園、マレットゴルフ場が隣接している。
2008年、写真家でライターのやきそばかおるが『散策が楽しい動物園ベスト5』に選んだ。選考理由は、最寄り駅から園までの風景の良さと、園自体が山にあるための園から見下ろす景色の素晴らしさで、リンゴの実る10月が良いと紹介した。
近年は小型モノレールが園内に整備され、坂道移動の利便性が増した。

## 展示

### レッサーパンダの森
「レッサーパンダの森」は、レッサーパンダの生息地である中国・四川省の森をイメージした行動展示（生息環境展示）の施設を大阪芸術大学の若生謙二がデザインした。若生は日本の動物園デザインの第一人者で、大阪の大阪市天王寺動物園の「アフリカサバンナ」や、横浜のズーラシアの「チンパンジーの森」も手がけ、レッサーパンダの森では信州の高冷地の風土を活かしていると、動物園ライターの森由民が伝えた。レッサーパンダにとり樹上生活や適度な寒冷は重用であるが、それらを若生は独自のやり方で理論的・実践的に追究していると、森は紹介する。「レッサーパンダの森」は2011年の日本経済新聞の「生態がよくわかる動物園」ランキングで日本3位となったが、予算の低減化のため、擬岩や擬木を一切使わずに植栽による造園を行い、風景の山並みに溶け込ませ、また室内では入場者の頭上をレッサーパンダが歩く工夫をし、「視覚的な配慮をした動物園」と評価されたことによる。
園は、レッサーパンダの日本一の飼育頭数や繁殖回数となっており、2013年1月現在18頭飼育し、また他園の繁殖にも協力し、例えば風太の嫁チィチィは茶臼山出身である。園には、日本で2005年5月19日からの「レッサーパンダブーム」を引き起こした「風太」（ふうた：オス：千葉市動物公園）の子「風鈴」（2007年7月11日産：メス：母チィチィ）が飼育される。園のレッサーパンダはよく立つため、2012年の中日新聞webではレッサーパンダの起立した姿の写真が掲載された。日本のレッサーパンダブームについて、2005年に園は「こんなに話題になるのが不思議」としながらも、朝夕の餌の時間には飼育員が近づいただけでレッサーパンダが立っていることを明かした。園ではおみやげに、レッサーパンダのぬいぐるみやたまごせんべいなどが販売される。信越郵政局ではレッサーパンダ記念切手を2012年に販売した。

#### ホアホア（ハナチャン）
ホアホア（花花）は公募で「ハナチャン」と愛称が付けられる。1985年3月に長野市の友好都市である中国・石家荘市より推定2-3歳で搬入。生涯に15頭の仔を産み、茶臼山の頭数増加に貢献した。当時の日本最高齢記録の2000年10月8日まで生存した。夫のオスはイーイ（誼誼）で、愛称は公募で「タケオ」。推定5～6歳でホアホアとともに石家荘市から搬入。1990年10月9日まで生存した。

### アフリカ平原
キリンとシマウマ、シロオリックスが共生展示される。2008年、日本最高齢のグラントシマウマ「クミコ」（メス）が26年11か月まで生存した。クミコは1981年3月に鹿児島市の平川動物公園で生まれ、1983年8月の茶臼山開園前に移送され、生涯に7頭の仔を産んだ。優しい性格で他個体の世話役だったと共同通信が伝えた。

### オランウータンの森
2021年7月17日にオープン。放飼場面積は約 670 ㎡。従来のオランウータン舎と比較すると、およそ 28 倍もの広さになる。レッサーパンダの森と同じく大阪芸術大学の若生謙二がデザインした。また、日本初となるオランウータンとコツメカワウソとの混合展示を計画している。

### アムールトラの森とライオンの丘
今後の計画として、ライオンとアムールトラの新たな獣舎を建設予定。2023年4月22日にライオンの新獣舎「ライオンの丘」をオープン。

## 沿革
- 1983年8月8日 - 長野市制施行80周年記念事業として開園。
- 2006年4月1日 - 社団法人長野市開発公社が指定管理者となる。
- 2009年10月8日 - 「レッサーパンダの森」がオープン[6]。
- 2010年7月28日 - ライオンの「ライ太」(オス)が23歳4か月まで生存。当時の日本最高齢。ライ太は1990年から茶臼山で飼育。[18]
- 2012年11月19日 - 茶臼山動物園北口～旧茶臼山自然史館のモノレール建設工事始める（～2013年4月）（25人乗り1両編成）[19]
- 2012年8月24日 - 日本4園めのスバールバルライチョウの人工ふ化に成功[20]。25日間生存した[21]。
- 2012年度 - 年間の入園者数が過去最高の20万6,000人となる[22]。

## 飼育動物
- アジアゾウ
- アフリカタテガミヤマアラシ
- アミメキリン
- アムールトラ
- アルパカ
- ウォンバット
- オランウータン
- 木曽馬
- グラントシマウマ
- ジェフロイクモザル
- シバヤギ
- シロオリックス
- チンパンジー
- 二ホンアナグマ
- ニホンカモシカ
- ニホンザル（サル山あり）
- ニホンジカ
- ニホンツキノワグマ
- ニホンモモンガ
- ヒツジ
- ビントロング
- ポニー
- ホンドタヌキ
- マーラ
- マタコミツオビアルマジロ
- ムササビ
- モルモット
- ライオン
- ロバ
- レッサーパンダ
- アカツクシガモ
- オオコノハズク
- シマフクロウ
- シュバシコウ
- ライチョウ
- アルダブラゾウガメ
- イシガメ
- カミツキガメ
- ケヅメリクガメ
- ヒョウモンガメ
- ホウシャガメ
- ワニガメ
- オーストラリアハイギョ

## 施設

### 営業
開園時間
3月1日〜11月末：午前9:30 - 午後4：30
12月1日〜2月末：午前10：00 - 午後4：00
休園日
12月1日～2月末日までの毎週月曜日（休日に当たる場合はその翌日）及び12月29日～12月31日
入園料（括弧内は30名以上の団体の場合）
大人：600円（500円）
小中学生：100円（80円）

### アクセス
- 鉄道：最寄駅はJRしなの鉄道篠ノ井駅。タクシーで15分。
- バス：JRしなの鉄道篠ノ井駅西口から地域循環コミュニティバス　茶臼山動物園線（Zooぐる）運行。中学生以上の大人 \150 / 小学生 \80  駅西口から動物園北口まで１０分、南口まで１５分。
- 駐車場：あり。料金は無料。

### ゆるキャラ
レッサーパンダを模した「茶太郎くん」というゆるキャラがおり、身長197cmと公表されている。
元々は2008年から謎のゆるキャラ（？）として初代が活動していたが、2017年に初代の老齢化による大人の事情により、急遽4月から本キャラクターが活動することになった。4月15日のお披露目会では、入場客から愛されるほどに大人気であった。

### 遊園地論
長野市中心部には、入場料無料の城山動物園が姉妹施設（分園）として運営されているが、2011年の長野市長によると、採算性は城山のほうが良いとし、この差は遊園地にあると分析し、住民に対して遊園地の建設を提案している。